# Hadova píseň
Hadova píseň je 18. epizoda 2. řady sci-fi seriálu Hvězdná brána.

## Děj
Tým SG-1 přicestuje na planetu, kde právě ztroskotala vesmírná loď. Jediný pasažér byl Apophis, bývalý vládce Goa'uldů. Byl svržen Sokarem. Je zraněný, tak ho vezmou na základnu SGC, protože chtějí získat informace. On ale nic neřekne. Přijdou Tok'rové, kteří radí Apophise vrátit tam, kde ho našli. Náhle je Hvězdná brána aktivována zvenku. Sokar začal útočit na Iris vysokomolekulárními částicemi vystřelovanými skoro rychlostí světla. Iris se začíná hodně zahřívat. Chladí ji tekutým dusíkem, ale ani to nestačí. Po 38 minutách (červí díra se po této době zhroutí) se pokusí vytočit adresu, ale nestihnou to. Sokar byl rychlejší a útočí dalších 38 minut. Mezitím Apophis zemře, protože se nemůže omlazovat v sarkofágu. Hostitel stále žije. Rozhodnou se ho vrátit. Stihnout aktivovat bránu dříve než Sokar a Apophise vrátí. Sokar jej teď může mučit, jak dlouho chce, protože ho může oživit pomocí sarkofágu. Tok'rové se vrátí zpět na svou planetu.